# Doug Ross
Pour les articles homonymes, voir Ross.
Douglas Ross est un personnage de fiction de la série de télévision Urgences (ER en anglais, 1994-2009), joué par George Clooney.

## Biographie fictive
Douglas Ross, appelé plus souvent Doug par ses amis et collègues, est pédiatre au Cook County Hospital.
Né en 1962, il a été élevé par sa mère, Sarah Ross, après que son père, Ray Ross, les a abandonnés. Ray fut absent pendant toute l'enfance de Doug, il ne fit que quelques apparitions pour lui offrir des cadeaux, mais disparaissait aussi vite.
Doug est aussi un homme très charmeur qui a eu de nombreuses conquêtes au cours de ses années au Cook County. On apprendra d'ailleurs dans un épisode qu'il est papa d'un petit garçon, mais on n'apprendra rien de plus sur lui puisqu'il ne l'a jamais vu.
Encore résident en pédiatrie dans la première saison, Ross décide de faire un clinicat de pédiatrie aux urgences afin d'obtenir sa titularisation par la suite. Avenant mais arrogant, il enchaîne les relations sans lendemain, les infractions au règlement de l’hôpital et les disputes avec certains de ses collègues, mais montre malgré tout qu'il est un bon médecin. Son meilleur ami est le Dr Mark Greene. Dans la saison 3, il finira par se remettre avec son amour de toujours, l'infirmière Carol Hathaway avec qui il aura des jumelles, Tess et Kate. Dans la saison 5, il abrège les souffrances d'un enfant au mépris de la déontologie et doit démissionner.

## Apparitions
Il apparaît dès la saison 1 puis jusqu'au 15e épisode de la saison 5.
Il reviendra dans l'épisode 21 de la saison 6 puis dans l'épisode 19 de la dernière saison.

### Saison 1
Lorsque la série débute, on découvre le Dr Ross ivre. Il est pris en charge par son collègue et ami le Dr Greene. Il apprend alors que son ex-fiancée, Carol Hathaway, a fait une tentative de suicide due à sa déprime post-rupture avec lui. Dans la suite de la saison, il essaiera de se faire pardonner par Carol.
Doug aime son métier, c'est un médecin passionné. Il est très impliqué dans ce qu'il fait. Néanmoins, il prend parfois les choses trop à cœur, et cela le conduit aux mains avec des parents et à des conflits avec la direction de l'hôpital.
Doug a deux conquêtes dans cette saison : Linda Farrell, une représentante en pharmaceutique, et Diane Leeds, une mère célibataire. Cependant, lors du mariage de l’infirmière Hathaway, les sentiments qu'il éprouve pour elle sont visibles.

### Saison 2
Menant une vie de débauche avec ses nombreuses conquêtes et ses débordements, Doug est sur la mauvaise pente. Le chef de la pédiatrie menace même de le renvoyer s'il ne change pas vite son comportement. Grâce au sauvetage héroïque dans les eaux d'une bouche d'égout, Ross prouve à tous qu'il est un excellent docteur ce qui lui permet ainsi de sauver son poste au Cook County. Au travail, il reste malgré tout surveillé par une nouvelle titulaire, Kerry Weaver, avec qui il ne s'entend pas. De plus, il supporte mal le fait que son ami Mark soit un de ses supérieurs.
Après cette aventure médiatique, Ray, son père, essaie de revenir dans sa vie. Alors que les choses commençaient à s'améliorer entre eux, ce dernier le déçoit une fois de plus. Doug entreprend par la suite une relation amoureuse avec Karen Hines, ancienne petite amie de Ray.

### Saison 3
Doug connaît encore quelques déboires amoureux, il découvre par exemple une inconnue dans son lit prise de convulsion.
Il va venir en aide à une adolescente, Charlie, qui vit dans la rue. Néanmoins, cette jeune fille ne montre aucune reconnaissance. Malgré son aide, elle continue à se droguer et finit par se faire rattraper par un dealer qui la bat. Elle revient aux urgences et Doug la prend en charge.
À la fin de la saison, Doug et Carol reparlent du passé et renouent des liens. Un soir, Ross se rend chez Carol et ils finissent par s'embrasser.

### Saison 4
Doug tient désormais à prouver à Carol que leur amour compte plus que tout et qu'il veut mettre de l'ordre dans sa vie. Cependant, ils tiennent dans un premier temps à garder leur relation secrète.
En octobre, Doug reçoit un coup de fil lui annonçant la mort de son père. Il se rend en Californie, avec son meilleur ami, Mark, pour savoir les causes de l'accident. Il apprend sur place que Ray est mort dans un accident de voiture en emportant avec lui une femme et un autre conducteur.
Le couple Ross-Hathaway connaît quelques moments houleux. Alors que Doug souhaite l'épouser, Carol lui avoue avoir embrassé un ambulancier. Mais leur relation arrive à surmonter cette épreuve.

### Saison 5
Ross obtient sa titularisation malgré le désaccord de Weaver. Il crée une unité pédiatrique aux urgences et accepte d'être secondé par une aide médicale, Jeanie Boulet.
Côté cœur, sa relation prend de l'ampleur avec Carol.
Durant l'hiver 1999, Doug soigne un petit garçon, Ricky Abbott, atteint d'ALD. Ce patient va le faire enfreindre de nouvelles règles en lui prescrivant des médicaments qui ne lui sont pas destinés. La mère de Ricky supplie Doug d’abréger les souffrance de son fils, ce qu'il va faire et compromettre sa carrière ainsi que celle de Carol, qui est considérée comme complice.
Menacé de renvoi par Weaver, il décide de démissionner. Il demande à Carol de le suivre, mais cette dernière ne veut pas quitter sa famille, ses amis et son travail. Doug part tout seul vivre à Seattle.

### Retours
Le Dr Ross fait son retour dans un épisode de la saison 6, où Carol décide de le rejoindre à Seattle.
On apprend dans un épisode de la saison 14 par Jeanie Boulet que Doug et Carol vivent toujours ensemble avec leurs jumelles.
Cette information sera confirmée dans l'épisode 19 de la saison 15. Ross est toujours pédiatre et travaille avec Carol qui est désormais coordinatrice de greffes. On peut remarquer dans cet épisode que les deux personnages portent chacun une alliance ; ce qui semble indiquer qu'ils se sont finalement mariés.

## Anecdotes
Coïncidence ou clin d'œil de Michael Crichton, Doug Ross est le nom du médecin généraliste qui tombe amoureux d'une brebis, interprété par Gene Wilder dans le film de Woody Allen Tout ce que vous avez toujours voulu savoir sur le sexe sans jamais oser le demander.